# Гашенёва
Гашенёва — деревня в Каменском районе Свердловской области России. Входит в Каменский муниципальный округ.
Ранее входила в состав Барабановского сельсовета Каменского района.

## География
Деревня Гашенёва расположена в 13 километрах (по автотрассе в 16 километрах) к юго-юго-западу от города Каменска-Уральского, на правом берегу реки Исток (левого притока реки Синары, бассейна реки Исети), в верхнем течении. Чуть ниже по течению реки расположено село Барабановское. В двух  километрах к востоку от деревни расположена железнодорожная станция Барабаново ветки Каменск-Уральский — Челябинск.

## История
Деревня упоминается на ландшафтной карте 1734 года, Афанасия Кичигина. Ранее относилась к Шаблишскую волость. В 1928 году деревня Гашенево входила в Барабановский сельсовет Каменского района Шадринского округа Уральской области. В 1929 году в деревне образован колхоз.

## Население
| 1904 | 1926 | 2002 | 2010 | 2021 |
| ---- | ---- | ---- | ---- | ---- |
| 591  | ↗656 | ↘36  | ↘23  | ↘14  |

Структура
- По данным 1904 года, в деревне было 95 дворов с населением 591 человек (мужчин — 305, женщин — 286), все русские[9].
- По данным переписи 1926 года, в деревне Гашенёвой было 133 двора с населением 656 человек (мужчин — 316, женщин — 340), все русские[4].
- По данным переписи 2002 года, в деревне проживали 36 человек, все русские[10]. По данным переписи 2010 года, в деревне проживали 23 человека (мужчин — 12, женщин — 11)[11].